# 112
Évszázadok: 1. század – 2. század – 3. század
Évtizedek: 60-as évek – 70-es évek – 80-as évek – 90-es évek – 100-as évek – 110-es évek – 120-as évek – 130-as évek – 140-es évek – 150-es évek – 160-as évek
Évek: 107 – 108 – 109 – 110 –  111 – 112 – 113 – 114 – 115 – 116 – 117

## Események

### Római Birodalom
- Traianus császárt (helyettese januártól M. Licinius Ruso, áprilistól Cn. Pinarius Cornelius Severus, júliustól P. Stertinius Quartus, októbertől C. Claudius Severus) és Titus Sextius Cornelius Africanust (helyettese L. Mummius Niger Q. Valerius Vegetus, T. Julius Maximus Manlianus Brocchus Servilianus és T. Settidius Firmus) választják consulnak.
- Meghal Traianus nővére, Ulpia Marciana. A császér istennővé nyilváníttatja; lánya, Salonia Matidia (Traianus unokahúga) pedig megkapja a császárnőknek járó augusta címet.
- Publius Cornelius Tacitust kinevezik Asia provincia kormányzójává.
- Hadrianus Athénban polgárjogot kap, szobrot állítanak neki és rövid időre megkapja az arkhóni tisztséget.

### Korea
- Meghal Phasza, Silla királya. Utóda legidősebb fia, Csima.

## Halálozások
- Ulpia Marciana, Traianus nővére
- Phasza, sillai király
- Szt. Publius, Málta első püspöke

## Fordítás
- Ez a szócikk részben vagy egészben  az   AD 112 című angol Wikipédia-szócikk ezen változatának fordításán alapul.  Az eredeti cikk szerkesztőit annak laptörténete sorolja fel. Ez a jelzés csupán a megfogalmazás eredetét és a szerzői jogokat jelzi, nem szolgál a cikkben szereplő információk forrásmegjelöléseként.